# Portoviejo
Portoviejo, también conocida como San Gregorio de Portoviejo, es una ciudad ecuatoriana; cabecera cantonal del Cantón Portoviejo y capital de la Provincia de Manabí, así como la segunda urbe más poblada de la misma. Se encuentra atravesada por el río Portoviejo, al centro de la región litoral del Ecuador, en una extensa llanura, a una altitud de 53 m s. n. m. y con un clima semiárido cálido de 25,5 °C en promedio. 
Es llamada la «Ciudad de los Reales Tamarindos» desde la época colonial, cuando el rey Felipe II mandó a elaborar un escudo para la ciudad que contenía la frase «A la muy noble, muy leal Villa Nueva de San Gregorio de Portoviejo, ciudad de los Reales Tamarindos», puesto que llegó a conocer la producción de esta fruta en las tierras donde se asentaba la ciudad. En el censo de 2022 tenía una población de 244 129 habitantes, lo que la convierte en la octava ciudad más poblada del país. La ciudad es el núcleo del área metropolitana de Manabí Centro, junto con Manta; la conurbación está constituida además por ciudades y parroquias rurales cercanas. El conglomerado alberga a 686 154 habitantes, y ocupa la cuarta posición entre las conurbaciones del Ecuador.
Fue fundada el 12 de marzo de 1535 por el español Francisco Pacheco, pero es a mediados del siglo XIX, cuando recupera la capitalidad de la provincia, cuando presenta un acelerado crecimiento demográfico hasta posicionarse como uno de los principales núcleos urbanos de la nación. Es uno de los más importantes centros administrativos, económicos, financieros y comerciales del Ecuador. Las actividades principales de la ciudad son el comercio, la agricultura y el transporte. Por el Valle de San Gregorio de Porto Viejo o Puerto Viejo atraviesa un río lleno de historia el cual remonta desde los tiempos primeros de aquel valle, en este llegaban personas de todas partes de manera fluvial y se establecía comercio por la zona llegando a formar un puerto, de ahí el nombre Puerto Viejo, un antiguo puerto en este río.

## Toponimia

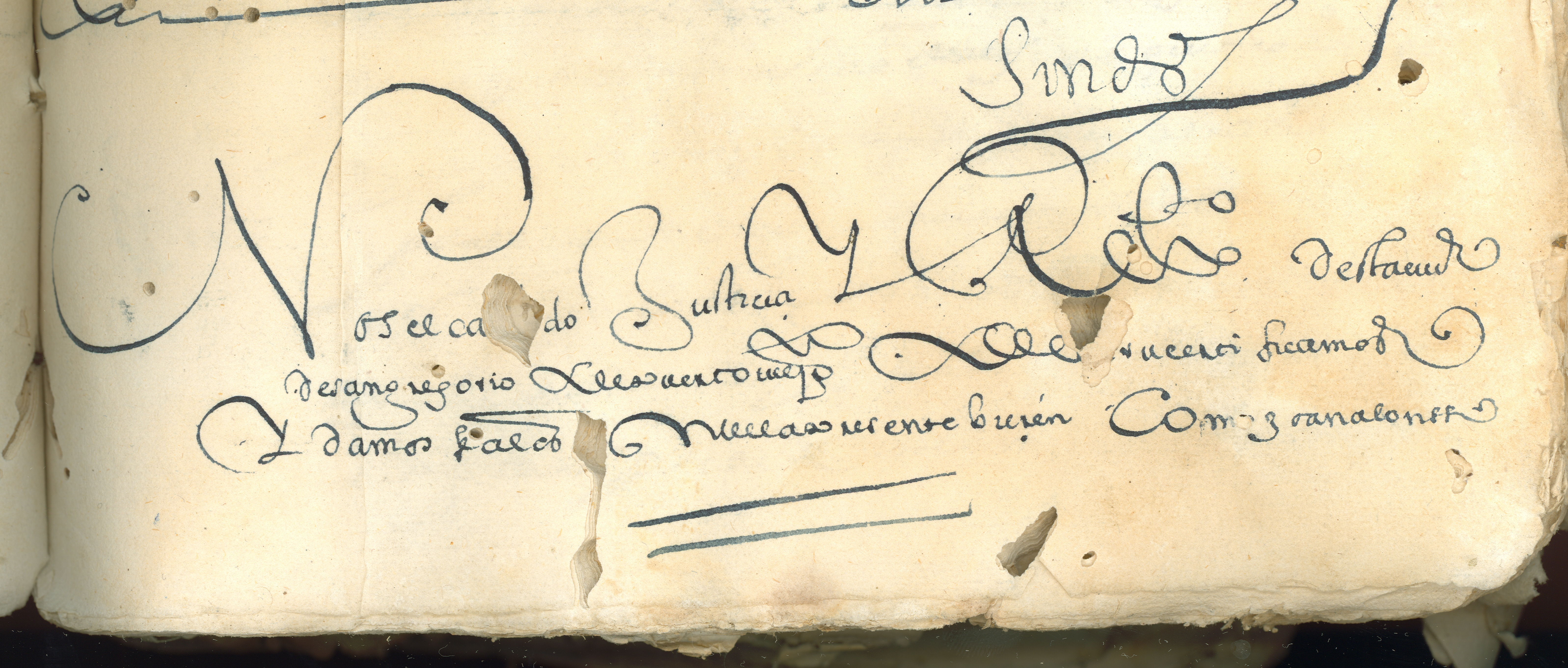
« Nos el Cavildo, Justicia y Regimiento de esta Ciudad de San Gregorio de Puerto Viejo del Pirú, certificamos y damos a los que la presente bieren como (Yo) Joan Alonsso/ Moreira de quien ba firmado el poder de este Alcalde Ordinario en esta dicha Ciudad y su Provincia […] » (1656).

En las primeras Crónicas y actas que hablan sobre la ciudad antes, durante y después de la fundación, específicamente se la escribe y denomina como Puerto Viexo. Ya hacia comienzos del siglo XVII claramente se sustituye la x por la j, llamándosele Puerto Viejo o con el referente de la b en la composición ortográfica de Puerto Biejo. Para el siglo XVIII las Actas del Cabildo colonial de Guayaquil le nombran como Puertoviejo, pero es a finales de este siglo que ya consta como Portoviejo, adquiriendo una ortografía cuyo cambio es percibido en lo cotidiano hasta la actualidad. Sin embargo, los historiadores han compuestos sus teorías con argumentos propios a causa de la problemática surgida con el nombre que tuvo la Tenencia original que llamada fue de Puerto Viejo, trascendiendo por tanto esta escritura a un concepto plural de territorio delimitado y fijado por la administración de la ciudad, dándose a entender que por existir esta confusión la ahora ciudad tomó el nombre de Portoviejo definitivamente y los territorios adjudicados a su jurisdicción quedaron con las primitivas palabras separadas Puerto Viejo.
Resulta enriquecedor aclarar que los primeros Austrias nunca oficialmente le denominaron así, o en sus correspondencias se dirigieron selectivamente con el nombre conceptual de Puerto Viejo a la coyuntura urbana de la ciudad actual como ahora se cita, sino que esta terminología se aplicaba al mismo tiempo a la ciudad y a los nombres de poblados de toda la tenencia territorial de la cual la actual ciudad-sede tenía poder de administrarlas como cabeza de partido y cabildo, usándose la otra denominación oficial regia para la vigente ciudad, la que fue objetivamente señalada como Villa de San Gregorio o Ciudad de San Gregorio del Perú. Otra teoría confusa a nivel geográfico y paleográfico sobre la urbe gregoriana surge en las actas coloniales dentro de la jurisdicción de la Presidencia de Quito, en las cuales se entiende que desde la mitad del siglo XVIII la ciudad fue reconocida como Puertoviejo y los territorios relacionados con su pertenencia jurídica yacen descritos como Partido de Puerto Viejo o Pueblos de Puerto Viejo, incluyendo en esto a la ciudad. Concluyendo que el nombre originario de Puerto Viejo estuvo siempre sujeto a la relatividad de conceptos con dirección a especificar no solo a la ciudad sino también a los pueblos indios que estaban sujetos a su dominio político, principalmente los costeros y fluviales. La última reforma ortográfica del nombre Portoviejo corresponde al cambio de la palabra castellana puerto por la denominación itálica porto de la cual se argumenta deriva de una posible y dudosa combinación que el cronista y viajero milanés proveniente de la Italia española Girolano Benzoni hizo al contrastar los términos en dos lenguas latinas diferentes transcribiendo el sustantivo puerto en castellano por el italiano porto que provenía de la traducción Porto Vecchio y conservando el mismo adjetivo en lengua castellana, cuestión que derivó en el resultado de la combinación de la palabra ítalo-castellana de Portoviejo, proveniente de sus similares Puerto Viejo en castellano y Porto Vecchio en italiano.

## Historia

### Antecedentes del trámite fundacional
Aunque la Villa en sí ya estaba planificada fundarse desde antes de 1534 y fue ya durante las estancias efímeras de Francisco Pizarro por el territorio que ya era conocido como Puerto Viejo (desde Coaque por el norte, hasta Tosagua por el Este y la Isla de la Plata al sur hacia 1527), se había pensado en reducir la población de indígenas rebeldes sin que haya escogido el lugar apropiado en su trayecto hacia la conquista del Perú y tampoco sin haberse dado el adecuado trato con los caciques que habían declinado su puesta al yugo como un proyecto prioritario; fue Diego de Almagro, que inicialmente había hecho mejores recorridos al interior de los valles, yacía descubierto diversos caminos hasta la sierra determinando muchos accesos fluviales por el lado este, puesto que meses antes de marzo de 1535 inicialmente era YA vox populi entre la élite conquistadora y burocrática que había pensado llamarla Villa Nueva de Almagro, en honor a la villa castellana de Almagro, de la que era oriundo, atraído por los vientos frescos que se daban alrededor del actual río Portoviejo en verano y queriendo dejar una sencilla huella que le recuerde como conquistador. Pero era evidente que la jerarquía de Pizarro para autorizar la fundación de una villa estaba sobre la de él. Además los intereses de Almagro estaban molestando a los de Pizarro ya para ese tiempo, una vez que había desaparecido la preocupación por la presencia de Pedro de Alvarado. Esto se lo afirma según el estudio que la historiadora Dora León Borja hace sobre los sucesos anteriores y posteriores al proceso fundacional de Guayaquil; y entre ello ubicando a los relacionados con la fundación de Portoviejo. Por lo que aquel nombre no fue aceptado, le molestó a Pizarro en silencio aquel alardeo, y para contrariarlo debido a las primeras diferencias de pareceres que surgieron entre la lejanía de ambos conquistadores antes de iniciarse la conquista de Chile y una vez ya consolidada la del Reino de Quito en esos meses la denominación de Almagro quedó abolida y desechada, puesto que Pizarro ya le había tenido una ligera antipatía con lo sucedido en la fundación de Santiago de Quito que llegó a evidenciar desconfianza, además Pizarro sabía de la amplia simpatía que tenía con muchos capitanes y la increíble habilidad que Almagro poseía para recorrer los caminos de los actuales territorios del Ecuador continental que Pizarro apenas superficialmente recorrió. Ímpetu que le llevaría Almagro a descubrir pero no conquistar Chile. Almagro era el único mariscal de Francisco Pizarro que estaba en el norte de la costa de la Gobernación de Nueva Castilla, y a pesar de haberse encaprichado por la fundación anteriormente no pudo estar ajeno a ella y era la única personalidad militar que podía ratificar órdenes, que se la transmitieron a Francisco Pacheco. Por lo que la ciudad fue fundada el 12 de marzo de 1535 por el Capitán Francisco Pacheco, bajo las órdenes de Diego de Almagro y con el nombre sugerido y modificado por parte de Francisco Pizarro de Villa de Villa Nueva de Puerto Viejo jurándose fidelidad al rey Carlos I de España, quien después supo que la villa había sido fundada en nombre suyo, además sorprende saber que en el contexto de su fundación fue curiosamente la villa que no conservó íntegro ni el nombre de su localidad indígena, el del cacique donde se asentara la población o el de alguna deidad famosa de la población, a diferencia de Quito con Guayaquil con Santiago del Quito, Pasto, Cali, Piura, Arequipa, Lima y otras tantas. La denominación Puerto Viejo era castellanísima, pero de orígenes navieros y coloquiales, que se habían vuelto oficiales. Además su fundación estaba resuelta desde la consolidación del primer, descuido al que se acudión Francisco Pacheco pacificando a la autoridad de los Caciques que fueron engañados por los primeros Regidores para el Cabildo, y de quienes no queda registro porque los primeros Libros de Cabildo de Puerto Viejo desaparecieron en el mismo siglo que se escribieron.

### Fundación
La ciudad fue fundada originalmente a 25 km aproximadamente del emplazamiento actual en el sector conocido como El Higuerón, y sirvió como punto de avanzada de los conquistadores españoles para frenar a los mantas y los picoazá. Este asentamiento original de Portoviejo fue atacado e incendiado en repetidas ocasiones por piratas ingleses y franceses, por lo que poco a poco fue trasladándose hasta su ubicación actual. Fue fundada para custodiar la frontera norte de la Gobernación de Pizarro, abastecer de maíz, agua y alimento a los barcos españoles. Poco después se consolidó Santiago de Guayaquil, que en adelante sería el puerto principal de la Real Audiencia de Quito. Portoviejo recibió más tarde el título de Muy Leal y Noble Ciudad de San Gregorio de Puerto Viejo, y era especialmente estimada por Carlos I de España, quien supo de esta hazaña y que fue hecha en nombre suyo. Tras su fundación fue movida dos veces más hacia el interior. En 1605 se encontraba ya probablemente cerca del lugar actual. El área fue atacada varias veces por piratas y se conoce con certeza que la ciudad fue invadida en 1628 por Jacobo Hermita Clerk.
La ciudad era la sede de Alcaldes, regidores del Cabildo y encomenderos del lugar, y también del convento de La Merced, donde residían los frailes mercedarios encargados de las doctrinas. Su antigüedad y categoría de Ciudad hizo que su gente tuviera aires de nobleza, por lo que protestaron varias veces contra los tenientes nombrados por los gobernadores que residían en Guayaquil. A fines del siglo XVIII, la ciudad comenzó a expandirse debido a que la economía del Partido de Puerto Viejo, estaba creciendo por la producción de comestibles y sombreros de paja toquilla. Puerto Viejo era un partido, que formaba parte de la antiguas entidades del Corregimiento de Guayaquil y posteriormente en 1764 a la Provincia de Guayaquil. Dentro de este partido estaba la ciudad de españoles que según Cieza de León, se llamó originalmente Villa de San Gregorio de Puerto Viejo. A su alrededor existían varios pueblos de indios o reducciones, entre ellas «Picoazá».
Mucho antes de que se asentaran los españoles, el área del actual Cantón Portoviejo fue ocupado por un pequeño pero muy complejo estado, que a su vez formaba parte de otros señoríos propios de la Costa septentrional andina. Este señorío fue identificado con el nombre Cancebí, palabra con que se designaba en forma general a los pueblos de estos territorios, y que fue recogida por los primeros Cronistas de Indias que recorrieron esta zona.
Este señorío de Cancebí fue además cónclave y área de reunión y deliberación de varios jerarcas de otros señoríos próximos, los cuales tenían entre sí pactos y acuerdos de orden comercial y político, muy comparables con acuerdos que actualmente tienen las naciones. El centro de reunión o centro de poder, estuvo en Cerro de Hojas, próximo al Picoazá actual, y el centro ceremonial o religioso en el cerro contiguo llamada Jaboncillo.
El señorío de Cancebí estaba constituido por un tejido de cacicazgos, cada uno de los cuales estaba integrado probablemente por redes de parientes y se dedicaban a tareas especializadas, tales como agricultura, elaboración de cerámica, trabajos en piedra, pesca, navegación, trato e intercambio de productos y tejido de telas de algodón. La sociedad toda estaba organizada en estratos, presidida por los sacerdotes, los caciques y el Señor Principal, quienes mantenían su poder político debido al control y acopio de ciertos productos de gran valor para el intercambio a larga distancia y que en algunos casos tenían además un gran valor sagrado. Dos ejemplos de estos productos fueron la concha spondylus y las esmeraldas, halladas por los españoles en gran cantidad en territorios de Cancebí, una de cuyas deidades era a su vez, una gran piedra de esmeralda del tamaño de un huevo de paloma, según señalan las crónicas.
La proximidad de la actual ciudad de Portoviejo, con Cerro de Hojas y Cerro Jaboncillo, permite establecer que ha sido a través de los tiempos un centro de poder, y también un centro de producción agrícola y manufacturera.
Cerca de donde está hoy Portoviejo se encontraban algunos cacicazgos. De hecho debió ser así, porque los españoles asentaban ciudades en lugares donde tenían acceso a mano de obra y fuerza humana, base de las encomiendas y justificación para la evangelización. Existe evidencia arqueológica de que el asentamiento de Cerro de Hojas y sus alrededores tenían unos 30 000 habitantes; hay vestigios en algunos lugares cercanos y es un hecho la existencia del pueblo de Charapotó. Algunos cronistas y documentos mencionan nombres de pueblos que todavía están vigentes en el cantón, tales como Picoazá, según lo menciona Cieza de León; o Pinpaguaci. La pacificación y posterior fundación de Portoviejo fue planeada tanto desde San Miguel de Piura por vía marítima a bordo de dos naves como lo fue en el caso de Francisco Pacheco; y desde Quito por vía terrestre con la provisión entregada al capitán Pedro de Puelles por parte de Sebastián de Benalcazar.
Uno de los conquistadores, Pedro de Alvarado, en una antigua carta menciona que existía el pueblo indígena de Puerto Viejo. Cerca del lugar se encontraba el pueblo de Marchán, que halló el conquistador Benalcázar y el de Catarama. Esto muestra que se puede entender el nacimiento de Portoviejo, sin conocer su historia aborigen.

### Fundación de Portoviejo

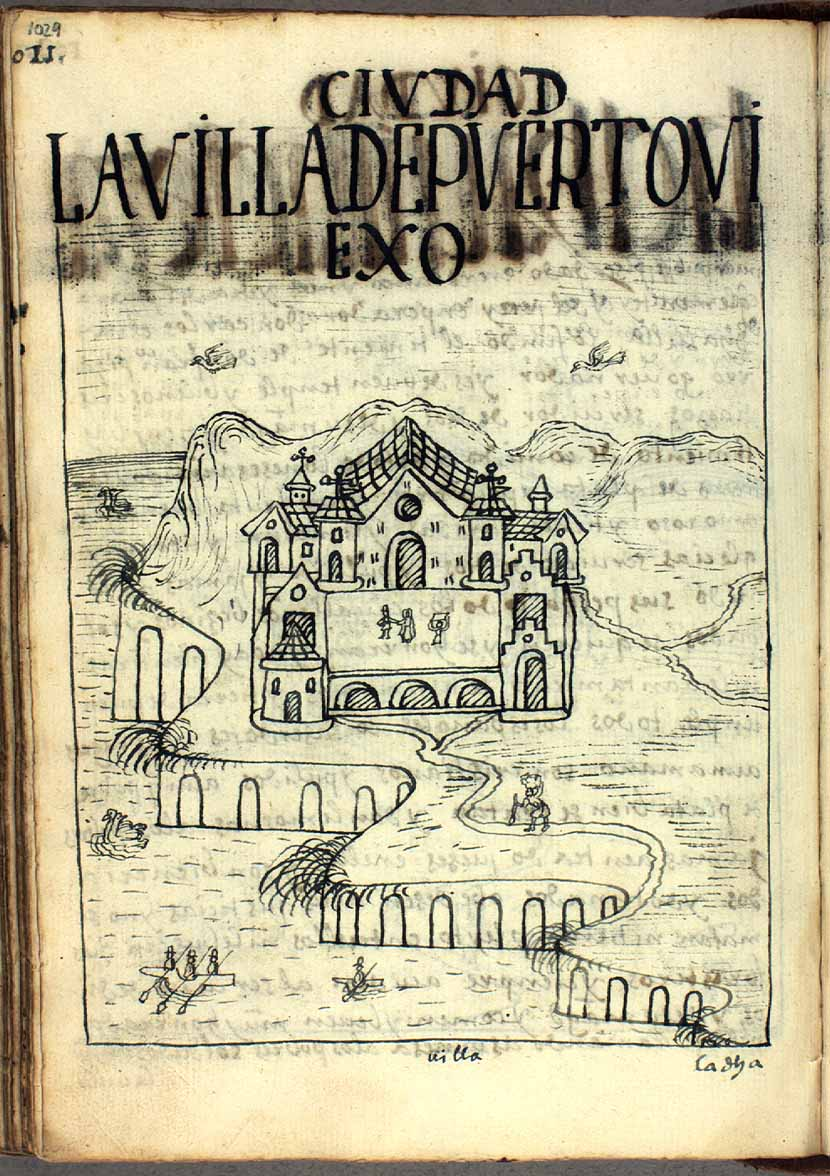
Ciudad la Villa de Puerto Viexo del Perú, según Felipe Guamán Poma de Ayala

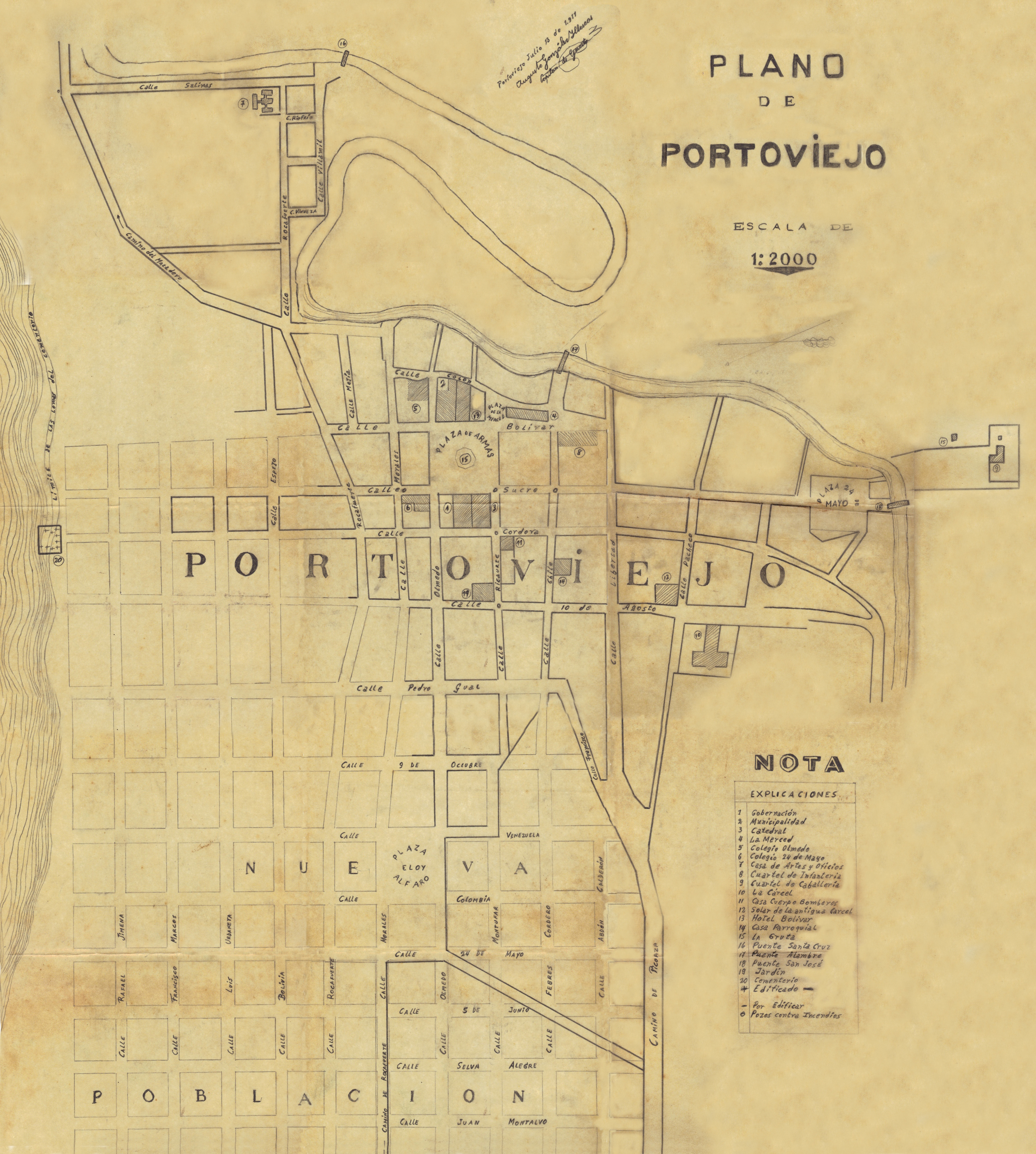
Mapa de la Ciudad de Portoviejo fechado a 13.07.1911, y elaborado por Alonso Gonzalez Illescas.

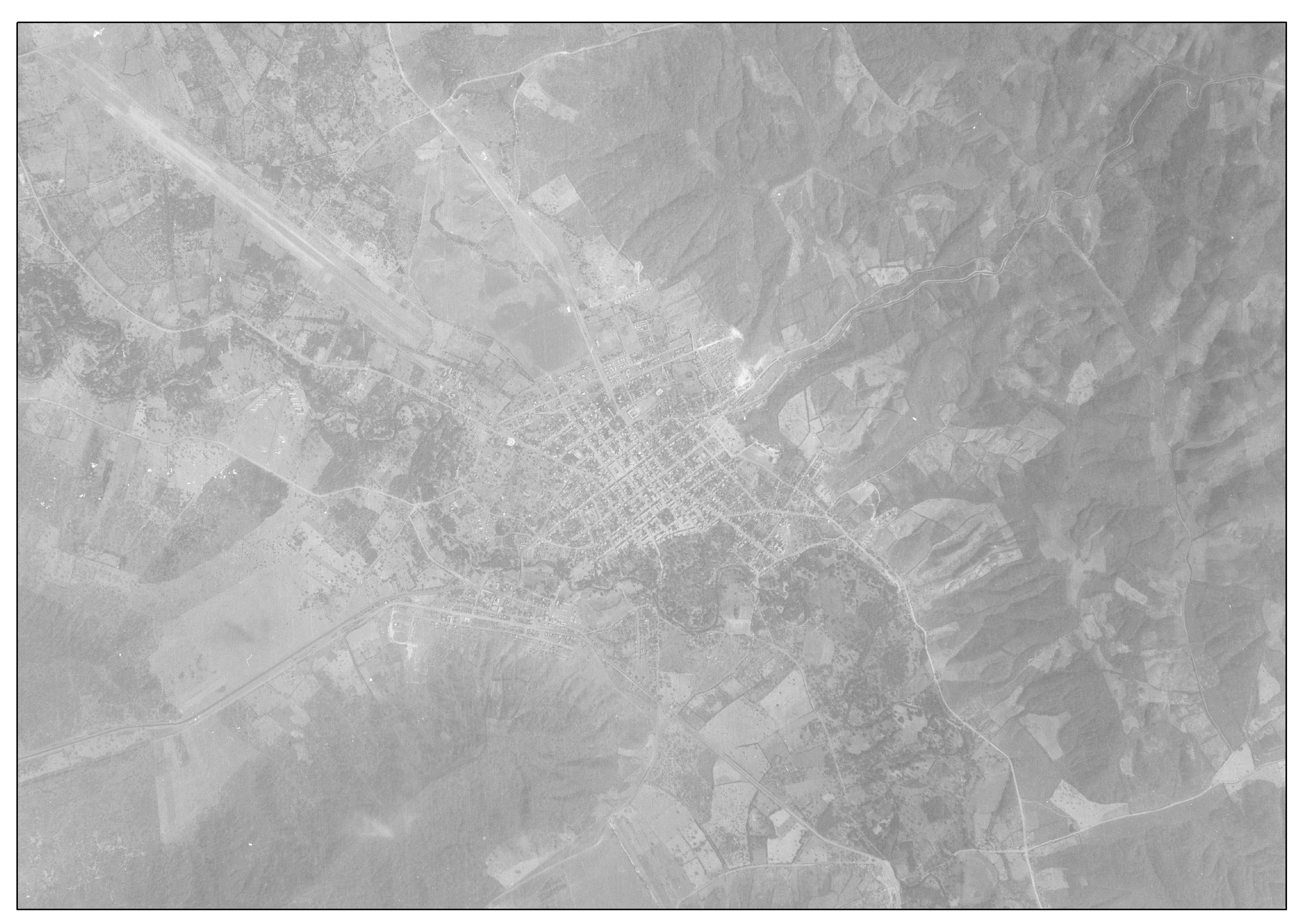
Foto aérea de Portoviejo en el año 1961.

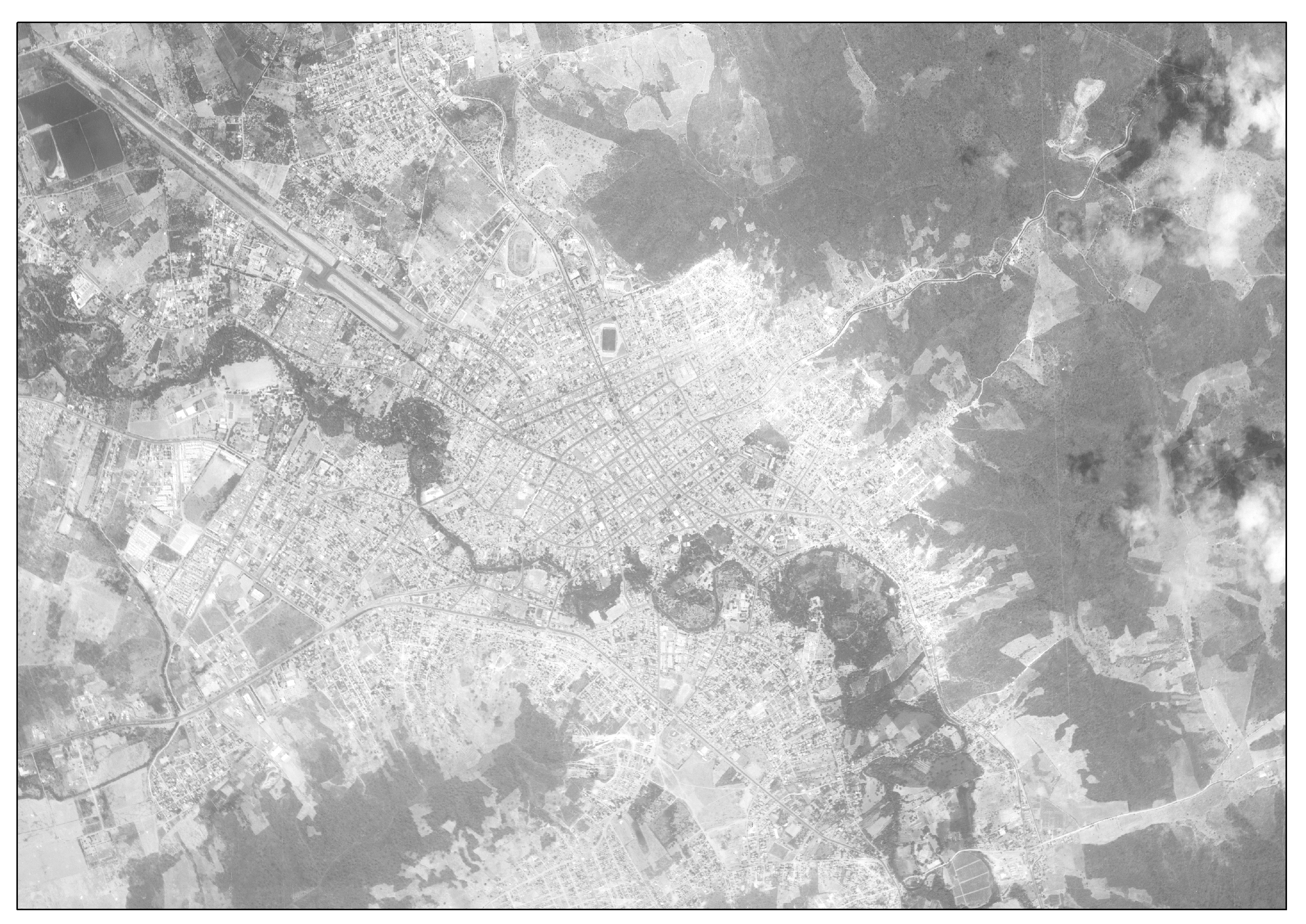
Foto aérea de Portoviejo en el año 1994.

Los españoles que invadieron América estaban respaldados legalmente por la Corona de Castilla, pero en realidad constituían empresas privadas que buscaban también una rentabilidad particular. La Corona autorizaba a fundar ciudades y creaba órganos administrativos que regían la vida social, religiosa y económica de europeos emigrados y de indígenas. Las ciudades, igual que en España, estaba  regidas por el Cabildo, que solía estar formado por españoles, que gobernaba la ciudad y los territorios próximos. Esta organización permitía dirigir desde allí la conquista  de nuevos territorios, explotar los recursos naturales y extender la fe católica.
Portoviejo se fundó para servir como centro de abastecimiento de los españoles que venían a la conquista del Perú, las cuales tenían abundancia de maíz, un producto fácil de conservar pero carecían de productos manufacturados. Se fundó también para controlar el gran Señorío de Cancebí y constituirse en un hito de frontera de la Gobernación de Pizarro, que Pedro de Alvarado, otro conquistador, intentaba limitar.
Pedro de Alvarado llega a un acuerdo por Diego de Almagro, durante el encuentro en la zona interandina próxima al Quito actual. Entonces, decide enviar al Capitán Francisco Pacheco a Cancebí para que fundara el asiento de españoles y tratara de pacificar a los aborígenes que estaban en franca rebeldía debido a la agresión de diferentes grupos de invasores, entre ellos el de Alvarado, quien además había apresado a varios indígenas, que ahora traería de vuelta Pacheco como muestra de deseos de acuerdos de paz. No obstante la fundación, varios grupos de indígenas mantuvieron la resistencia hasta 1564 y otros se adaptaron para preservar algunos elementos de su cultura ancestral,  guardando creencias, recetas gastronómicas, formas de organización comunal, habilidad artesanal y aún conservan sus rasgos fenotípicos. Francisco Pacheco había llegado por mar desde la Villa de San Miguel de Piura a territorios de Puerto Viejo para realizar el definitivo encargo que le ordenó Diego de Almagro bajo pedimento de valor en una carta enviada, cuando este ya se encontraba próximo a su retiro y retorno definitivo al Cuzco y al posterior descubrimiento del Reino de Chile.
Poco antes de que se efectuara el acto legal de fundación de la Villa, la delimitación de espacios, la asignación de solares, la creación del cabildo y la elección de autoridades, hubo un controvertido episodio debido a que otro miembro del grupo pizarrista, Sebastián de Benalcazar, ordenó al mismo tiempo a Pedro de Puelles crear la ciudad en zona de Cancebí, sin claro apoyo legal para hacerlo. Pizarro dirimió la disputa y autorizó a Pacheco a hacerlo. Nace así el primer cabildo creado en la costa ecuatoriana, la tercera ciudad fundada en lo que después fue la Real Audiencia de Quito y más tarde Ecuador, y la primera Ciudad asentada costa ecuatoriana.
Es interesante anotar que Tomás de Berlanga comunicó en una carta al Rey de Castilla el descubrimiento de las Islas Galápagos desde Portoviejo.

### Traslados de Portoviejo
Es determinante que el Emperador Carlos V ya había dispuesto «que para fundar una villa debe escogerse un lugar salubre, ni muy alto, ni muy bajo por lo húmedo y enfermizo, debía haber agua copiosa, maderas cercanas y pastos abundantes”. Ya en 1535, cuando los españoles al mando de Pacheco navegaban por el océano Pacífico, se adentraron a Manabí por lo que hoy se conoce como La Boca de Charapotó, allí reconocieron que el lugar no tenía las condiciones que exigía el rey, por lo que se adentraron 2 leguas en sus naves y llegaron hasta el sitio ahora Correagua de Charapotó y allí desembarcaron y caminaron hasta encontrar el lugar ideal. El viernes 12 de marzo arribaron a la zona de El Higuerón de Rocafuerte, el capitán hizo cumplidas las órdenes del Mariscal Don Diego de Almagro cuando hizo plantar en aquel lugar el estandarte de Castilla, la cruz del cristianismo, la espada del poder, la horca y la picota, fundaron entonces la Villa Nueva de San Gregorio de Puerto Viejo. Las autoridades superiores de la gobernación determinaron que Francisco Pacheco fuera el primer Teniente de Gobernador de Puerto Viejo.
El primer traslado de Puerto Viejo se dio al transcurrir casi tres años de haberse fundado la villa en la zona actual de El Higuerón de Rocafuerte, dirigiéndose exactamente el 11 de junio de 1538 cuando por órdenes del entonces Teniente de Gobernador Gonzalo de Olmos, se reubicó la ya mencionada ciudad cuatro leguas más tierra adentro por el sitio actual de El Higuerón de Picoazá, sin cambiar su nombre oficial. En este sitio Portoviejo duró hasta el 18 de agosto de 1565, fecha en que el Presidente de la Real Audiencia de Quito Don Hernando de Santillán, ordenó al visitador Bernardo de Loaysa que trasladara a Puerto Viejo una legua más al interior, exactamente al ahora sector donde hoy es la calle Colón, cercana al río, allí surgió lo que hoy es la urbe capitalina de Portoviejo y abarcó desde sus inicios las actuales calles Rocafuerte, Olmedo, Bolívar, Sucre y Córdova. Fue en esta conjugación de calles que se agruparon las casas y los edificios administrativos frente al trazo de la Plaza de Armas que actualmente lleva el nombre de Vicente Amador Flor.

### Escudo colonial de Portoviejo
Carlos V Emperador de Alemania que por Cédula Real del 17 de octubre de 1540 concedió un escudo de armas al noble castellano Don Baltazar García, vecino de la Villa Nueva de San Gregorio de Puerto Viejo quien desempeñó funciones en el cabildo como Alguacil Mayor, recibió el escudo para el linaje de su familia en tierras de la Nueva Castilla por los servicios prestados a la corona durante su ejercicio del mando, ya que su nombramiento le fue concedido por el gobernador Francisco Pizarro en nombre del Rey. Este español avecinado en Portoviejo llegó junto a Gonzalo de Olmos quien fue teniente corregidor de Villa Nueva. El Escudo se describe así:

ARMAS PARA BALTAZAR GARCÍA

Don Carlos, etc. Por cuanto por parte de vos Baltazar García Vezino de la Villa de Villa Nueba de Puerto Viejo ques en la provincia del Perú de las nuestras Yndias del Mar Oceano, nos a sydo hecha rrelación que podrá ser veynte y cinco años poco más o menos que vos con deseo de nos, supe pasasteis a la dicha provincia donde nos aveís servydo con vuestra persona, armas y cavallos, especialmente en la pacificación de las provynzias de Puerto Viejo e Caçiques della que estavan rrevelados y en el descubrimyento del rrío de Daule e que venydo dello oviese sabido que el Marqués Don Francisco Piçarro estava afincado en la çibdad de los Rreyes fuisteiz con el Capitán Gonçalo de Olmos en socorro del dicho Marqués e que en todo lo susodicho aveís pasadoz grandes trabajos como dixisteíz constava y parefçía por una información de qu…. años en el nuestro Consejo Rreal de las Yndias por vuestra parte fue hecha la rrelaçión e nos fue suplicado en rrenumeración de los dichos vuestros servizios y porque de vos y dellos quedase perpetua memoria vos mandasenos dar por armas un escudo que esté en él un grifo con sus alaz; la mytad de medio arriba a manera de águila negra rrampante con las manos y pico de colorado y oro; y la otra mytad de medio del cuerpo abaxo a manera de león de color de oro con las uñas de oro en campo azul y la otra mytad de medio arriba en campo de oro, y por orla quatro cabeças de sierpes abiertas las bocas de oro y verdes que salgan de los cantones altos y bajos de la dicha orla en campo colorado y por amble un yelmo cerrado con su rrollo dorado y por devisa el dicho medio grifo abiertas las alas de color negro y braços y pico de oro con sus erascoles y dependencias a follajes de azul y oro, o como la nuestra merced fuese e nos lo acatando los dichos vuestros servizios e porque de vos e dellos quede memoria perpetua, e vos e vuestros dezcendientes sean más honrrados y por la presente (cedula) vos hazemos merced y queremos y mandamos que podáis traer e tener por vuestras armas, anotadas las dichas armas que suzo de haze mynción un escudo a tal como este según que aquí que va figurado y pintado; las quales vos damos por vuestras armas conozçidas y queremos y es nuestra merced y voluntad que vos e vuestros hijos e desendientes dellos de cada uno dellos las yevéis e tengáis e podáis traer e poner en vuestros rreposteros y casas y en los de cada uno de los dichos vuestros hijos e desçendientes dellos e de cada uno dellos y en las otras partes y lugares que vos y ellos que fueredes e por bien confiere dar e por esta nuestra carta o por su traslado o sygnado de Escrivano Público encargamos al Ilustrísimo Príncipe nuestro muy caro e muy amado nyeto e hijo; e mandamos a los Ynfantes nuestros muy caros hijos y hermanos, e a los Prelados, Duques, Marqueses, Condes, Ricos homes, Maestres de las Hordenes, Priores, Comendadores, e Subcomendadores, Alcaydes de los Castillos, e Cajas Fuertes; e llanas, a los del nuestro Consejo, Presydente e Oydores , Alcaldes, Alguaciles de mi Casa y Corte y Chançillerías e a todos los Consejos, Corregidores, Jurados, Cavalleros, Escuderos, e Homes Buenos de todas las çibdades e villas e lugares de estos dichos nuestros Reynos e Señoríos e de las dichas nuestras Yndias, Yslas e Tierra Firme del Mar Oceano, así a los que agora son, como a los que serán de aquí adelante, y a cada uno de aquí adelante en vuestros consejos, lugares e jurisdicciones e cumplan e hagan guardar y cumplir , vos hazemos la dicha merced que a my (voluntad) vos hazemos de las dichas armas ques agan e tengan por vuestras armas conocidas e vos las usaren como tal lo poner e traer vos e a los dichos vuestros hijos e desendientes dello e cada uno dellos e que en ello y en parte dello, embargo o contradicción alguna, vos no pongan ni consientan poner en tiempo alguno ni por alguna manera, so pena dela nuestra merced de diez mil maravedíes para la nuestra cámara a cada uno que lo contrario hiziere. Dada en la Villa de Madrid diez y zyete días del mes de Octubre de myll e quenyentos e quarenta años. Fr. Cardenalis Hispalensis. Yo, Francisco de los Covos. Secretario de Su Cesárea y Católica Magestad, la fize escrevir por su mandado el Gobernador en su nombre y firmada del Dotor Beltrán, el Obispo de Lugo, y el Dotor Bernal y el Licenciado Gutiérrez Velázquez.
Archivo General de Indias,  PATRONATO,169,N.2,A.1540,R.3

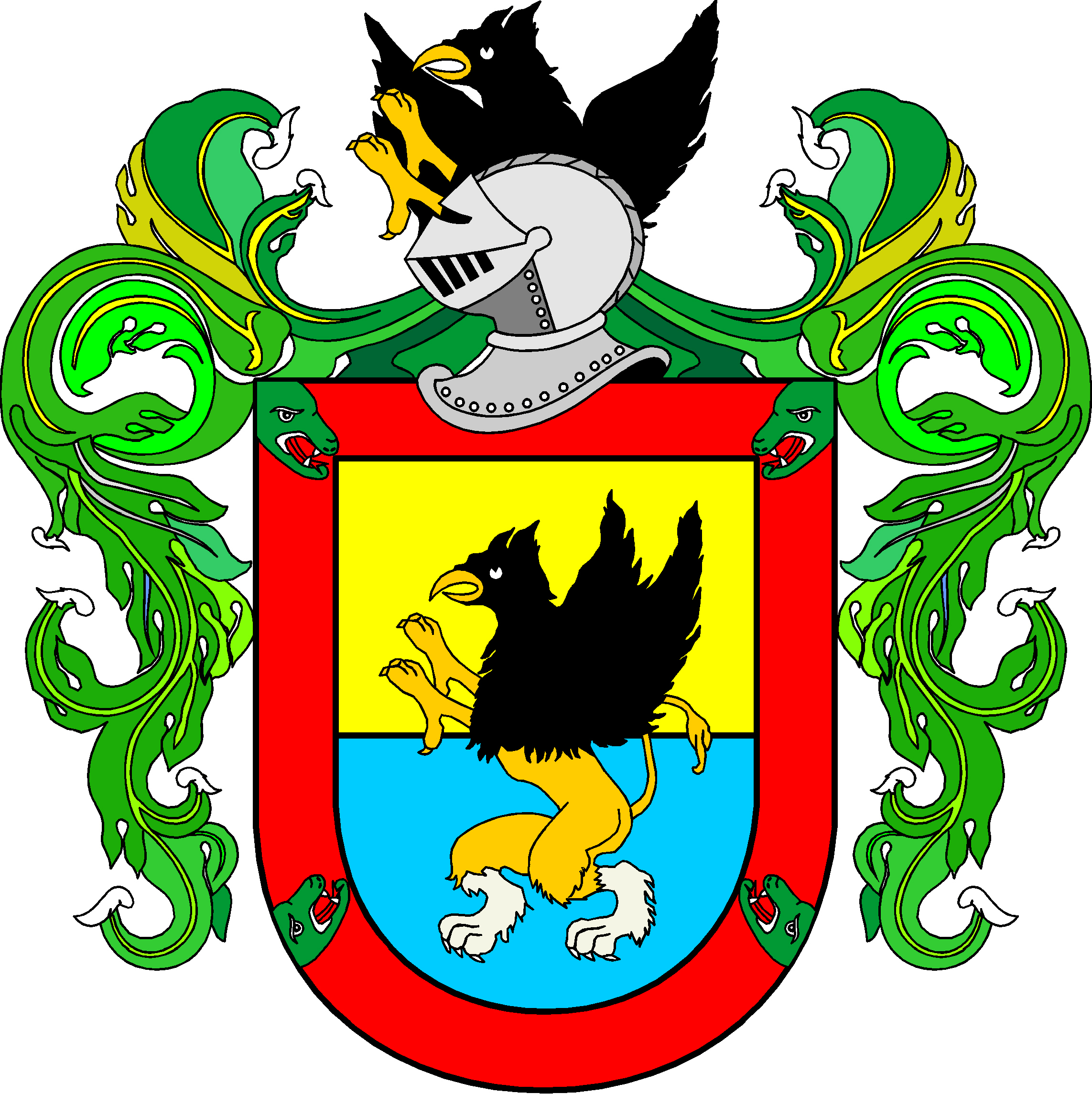
Carlos I de España Emperador de Alemania quien fue testigo fiel de la fundación de Portoviejo la dotó de un escudo oficial de armas en 1540 con un grifo como simbología imperial y los españoles avecinados le hicieron conocer que la villa había sido fundada en nombre.

El escudo colonial de la novocastellana Villa Nueva de San Gregorio de Portoviejo fue adoptado por esa ciudad como suyo después que se desintegrara primero como señorío indohispano y después como provincia, al obtener una categoría menor de partido en la misma época colonial, aunque la mayor razón por la que Portoviejo adoptó un escudo que no era el suyo fue porque incluso hubo un nefasto incendio en 1541 que dejó en cenizas la ciudad y donde se perdió el Libro Verde de su fundación, cabildo y el escudo que ya le había concedido el rey en calidad de ciudad española. Aunque la ciudad vecina de Santiago de Guayaquil se llevaría la mayor titulación como corregimiento después de haberse consolidado más rápido los habitantes de ese puerto tras la derogación de la Capitulación de Toledo. Entonces este escudo es más antiguo que el mismo escudo de Quito, ya que este le fue asignado a dicha ciudad con la cédula real del 14 de marzo de 1541 en Talavera de la Reina, España.
En la Actualidad el escudo de Portoviejo es empleado también como escudo de la ciudad, aunque lo único que conserva del escudo colonial es el grifo en vuelo y los dos cuarteles cuadrados de color oro y azul respectivamente que se encuentran en el lado oriental del blasón, este diseño que es empleado mayoritariamente por la alcaldía y la municipalidad se ha transformado en un emblema, cuyos tres cuarteles (uno rectangular y dos cuadrangulares) y tres entidades (el árbol de tamarindo, la llave y el grifo) han fusionado una verdadera consolidación de caracteres heráldicos, cuya hidalguía era propia de las ciudades y familias más notables de España, como si hubiese un linaje de sangre noble a quien represente el escudo en general.

### Una pequeña urbe colonial
A pesar de ser una de las primeras ciudades fundadas en territorio de la antigua Gobernación de la Nueva Castilla, su fundación fue una necesidad de las empresas conquistadoras para salvaguardar los intereses de las campañas pizarristas, el almacenamiento de víveres y por último tomar constancia que estas tierras formaban ya una jurisdicción de la Corona española en el Nuevo Mundo. Entonces Portoviejo fue primeramente una villa de españoles, creada para españoles porque al principio, incluso antes de su fundación no habría otra ambición más que el oro, pero con la rivalidad existente entre los mismos españoles que incluso nunca dejaron de pensar de hacerlas suyas estas tierras y no rendir ninguna merced ni tributo al Rey de España después se consolidó como una villa de españoles creada para solventar las ambiciones de los conquistadores.
La verdadera Plaza de Armas del Portoviejo colonial ocupaba el doble o triple espacio de la que se ubica por hoy allí, muy parecida a las dimensiones de la Plaza Grande en Quito, o a la Plaza de Armas de Lima.
En 1605 se hace la siguiente descripción del territorio de la Provincia de Puerto Viejo:

El territorio comprende fértiles tierras de donde brotan algarrobos, morales, caimitos, pincaes, palo santo, sauces, laureles, guabos, guanábanos, cerezos, ovos, ciruelos, y fácilmente a estas tierras se adaptan las frutas de España como uvas, higos, membrillos, granadas, naranjas, limas, limones y cidras.

Frutas mansas como plátanos, aguacates, piñas, zapotes, anonas, papayas, nísperos, guayabas, ciruelas, unas que llaman de Nicaragua y otras de la tierra: hortalizas como lechugas, rábanos, zanahorias, coles, cebollas, melones, pepinos, calabazas, perejil, hierbabuena y culantro; y, semillas ordinarias de esta tierra como maíz, habas, frisoles, maní, giquimas y ají.

Las aves que hay de tierra son las pavas de dos géneros, unas que llaman paugies y otras graznaderas, los machos son negros y las hembras bermejas; hay patos silvestres, palomas, torcazas, tórtolas, halcones, gavilanes, faisanes y perdices mayores y menores. Hay también papagayos, pericos, guacamayos y otros géneros diversos de pájaros muy galanos y vistosos de pluma y de canto suave: en el río se crían camarones y unos pececillos que llaman sardinillas y mojarras. Los animales que hay de caza son los venados, menores que los de España, puercos de manada como los jabalíes de España y otros zainos y conejos. Hay animales fieros como leones, pardos y bermejos, tigres, oso hormigueros, zorros, armadillos, ardillas y primates. Hay muchas víboras y un género de culebras muy ponzoñosas, llamadas sangas, de una vara de largo y ocho colmillos muy agudos, cuando pican al hombre o animal le privan de sentido, y le evacúa sangre por oídos, nariz, boca, ojos y uñas de manos y pies; de seis a veinticuatro horas dura el martirio y sanan tajando la mordedura y poniéndole encima tabaco majado y dando a beber el zumo de la misma hierba. Hay también escorpiones y avispas cuya picadura causa hinchazón y calentura.
 Descripción anónima de la Provincia de Puerto Viejo, 1605

## Política

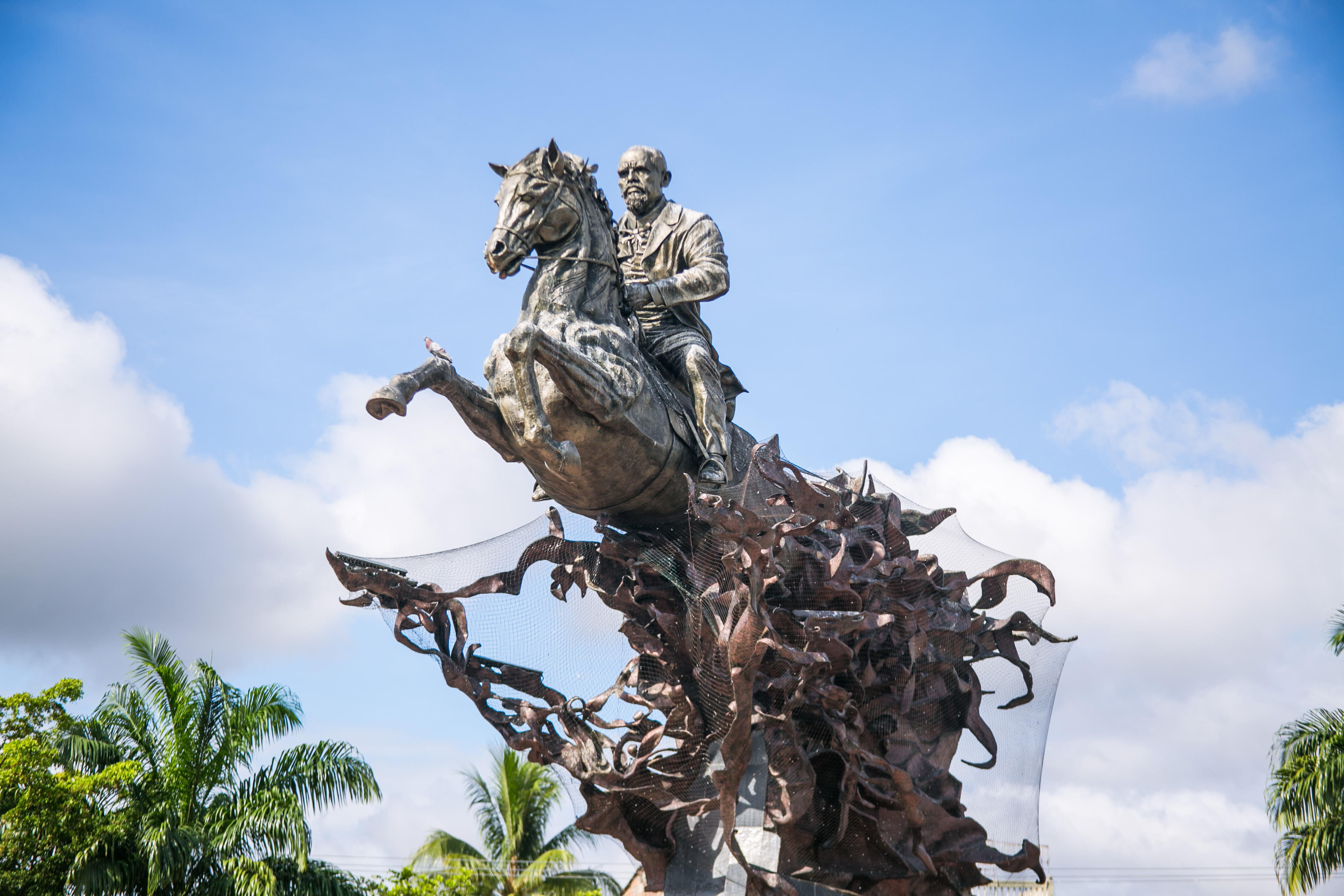
Monumento a Eloy Alfaro

Territorialmente, la ciudad de Portoviejo está organizada en 9 parroquias urbanas, mientras que existen 7 parroquias rurales con las que complementa el aérea total del Cantón Portoviejo. El término «parroquia» es usado en el Ecuador para referirse a territorios dentro de la división administrativa municipal.
La ciudad y el cantón Portoviejo, al igual que las demás localidades ecuatorianas, se rigen por una municipalidad según lo previsto en la Constitución de la República. El Gobierno Autónomo Descentralizado Municipal de Portoviejo, es una entidad de gobierno seccional que administra el cantón de forma autónoma al gobierno central. La municipalidad está organizada por la separación de poderes de carácter ejecutivo representado por el alcalde, y otro de carácter legislativo conformado por los miembros del concejo cantonal.
La ciudad de Portoviejo es la capital de la provincia de Manabí, por lo cual es sede de la Gobernación y de la Prefectura de la provincia. La Gobernación está dirigida por un ciudadano con título de Gobernador de Manabí y es elegido por designación del propio Presidente de la República como representante del poder ejecutivo del estado. La Prefectura, algunas veces denominada como Gobierno Provincial, está dirigida por un ciudadano con título de Prefecto Provincial de Manabí y es elegido por sufragio directo en fórmula única junto al candidato viceprefecto. Las funciones del Gobernador son en su mayoría de carácter representativo del Presidente de la República, mientras que las funciones del Prefecto están orientadas al mantenimiento y creación de infraestructura vial, turística, educativa, entre otras.
La Municipalidad de Portoviejo, se rige principalmente sobre la base de lo estipulado en los artículos 253 y 264 de la Constitución Política de la República y en la Ley de Régimen Municipal en sus artículos 1 y 16, que establece la autonomía funcional, económica y administrativa de la Entidad.

### Alcaldía
El poder ejecutivo de la ciudad es desempeñado por un ciudadano con título de Alcalde del Cantón Portoviejo, el cual es elegido por sufragio directo en una sola vuelta electoral, sin fórmulas o binomios en las elecciones municipales. El vicealcalde no es elegido de la misma manera, ya que una vez instalado el Concejo Cantonal se elegirá entre los ediles un encargado para aquel cargo. El alcalde y el vicealcalde duran cuatro años en sus funciones, y en el caso del alcalde, tiene la opción de reelección inmediata o sucesiva. El alcalde es el máximo representante de la municipalidad y tiene voto dirimente en el concejo cantonal, mientras que el vicealcalde realiza las funciones del alcalde de modo suplente mientras no pueda ejercer sus funciones el alcalde titular.
El alcalde cuenta con su propio gabinete de administración municipal mediante múltiples direcciones de nivel de asesoría, de apoyo y operativo. Los encargados de aquellas direcciones municipales son designados por el propio alcalde. Actualmente, el alcalde de Portoviejo es Javier Pincay, elegido para el periodo 2023 - 2027. 

### Concejo cantonal
El poder legislativo de la ciudad es ejercido por el Concejo Cantonal de Portoviejo el cual es un pequeño parlamento unicameral que se constituye al igual que en los demás cantones mediante la disposición del artículo 253 de la Constitución Política Nacional. De acuerdo a lo establecido en la ley, la cantidad de miembros del concejo representa proporcionalmente a la población del cantón.
Portoviejo posee 13 concejales, los cuales son elegidos mediante sufragio (Sistema D'Hondt) y duran en sus funciones cuatro años pudiendo ser reelegidos indefinidamente. De los trece ediles, 9 representan a la población urbana mientras que 2 representan a las 7 parroquias rurales. El alcalde y el vicealcalde presiden el concejo en sus sesiones. Al recién instalarse el concejo cantonal por primera vez los miembros eligen de entre ellos un designado para el cargo de vicealcalde de la ciudad.

### División Política

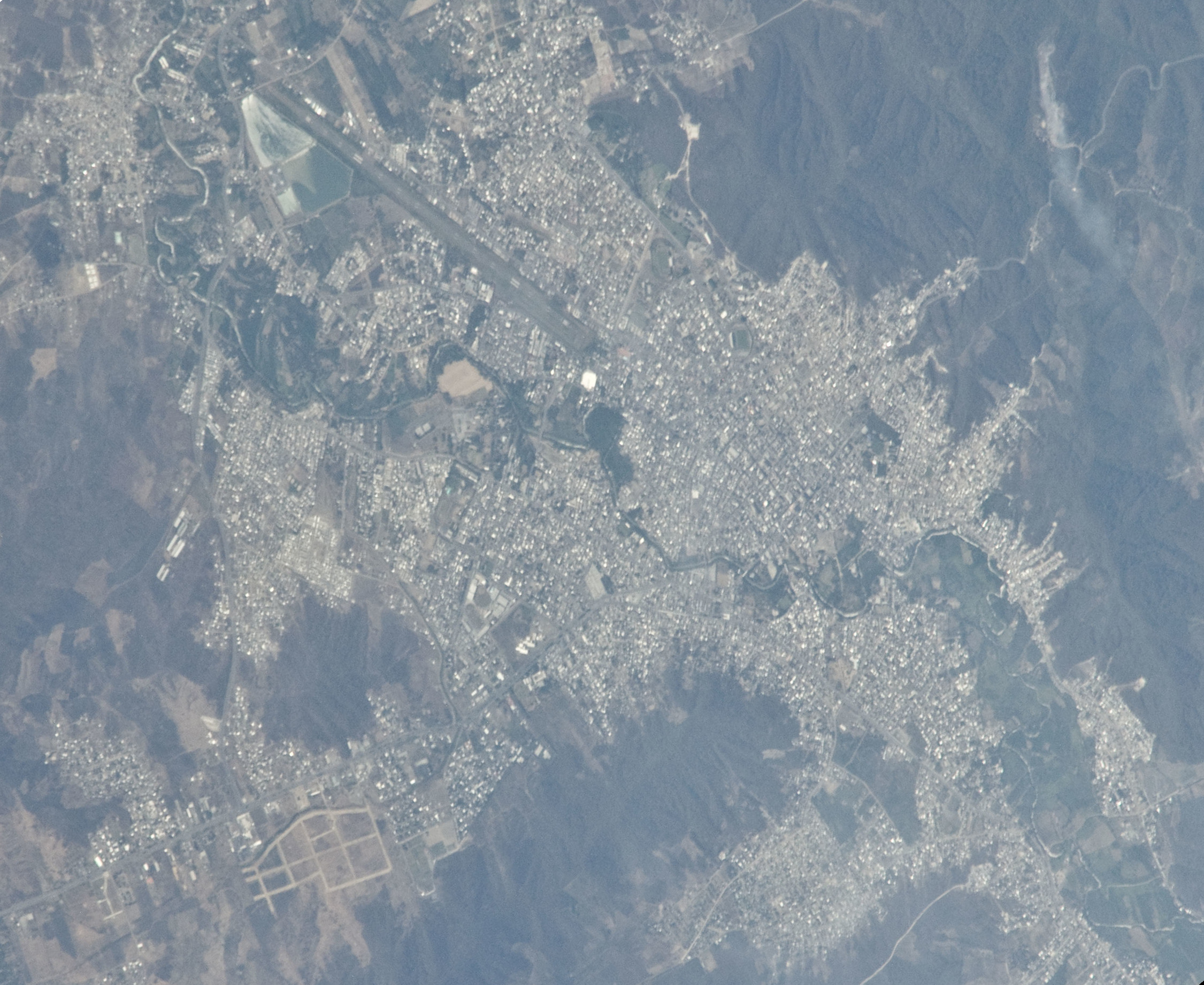
Vista aérea de la ciudad de Portoviejo.

El cantón se divide en parroquias urbanas y rurales que están representadas por los Gobiernos Parroquiales ante la Alcaldía de Portoviejo. La urbe tiene 9 parroquias urbanas.

#### Parroquias Urbanas
- 12 de marzo
- 18 de octubre
- Andrés de Vera
- Colón
- Francisco Pacheco
- San Pablo
- Simón Bolívar
- Picoazá
- Portoviejo

## Turismo

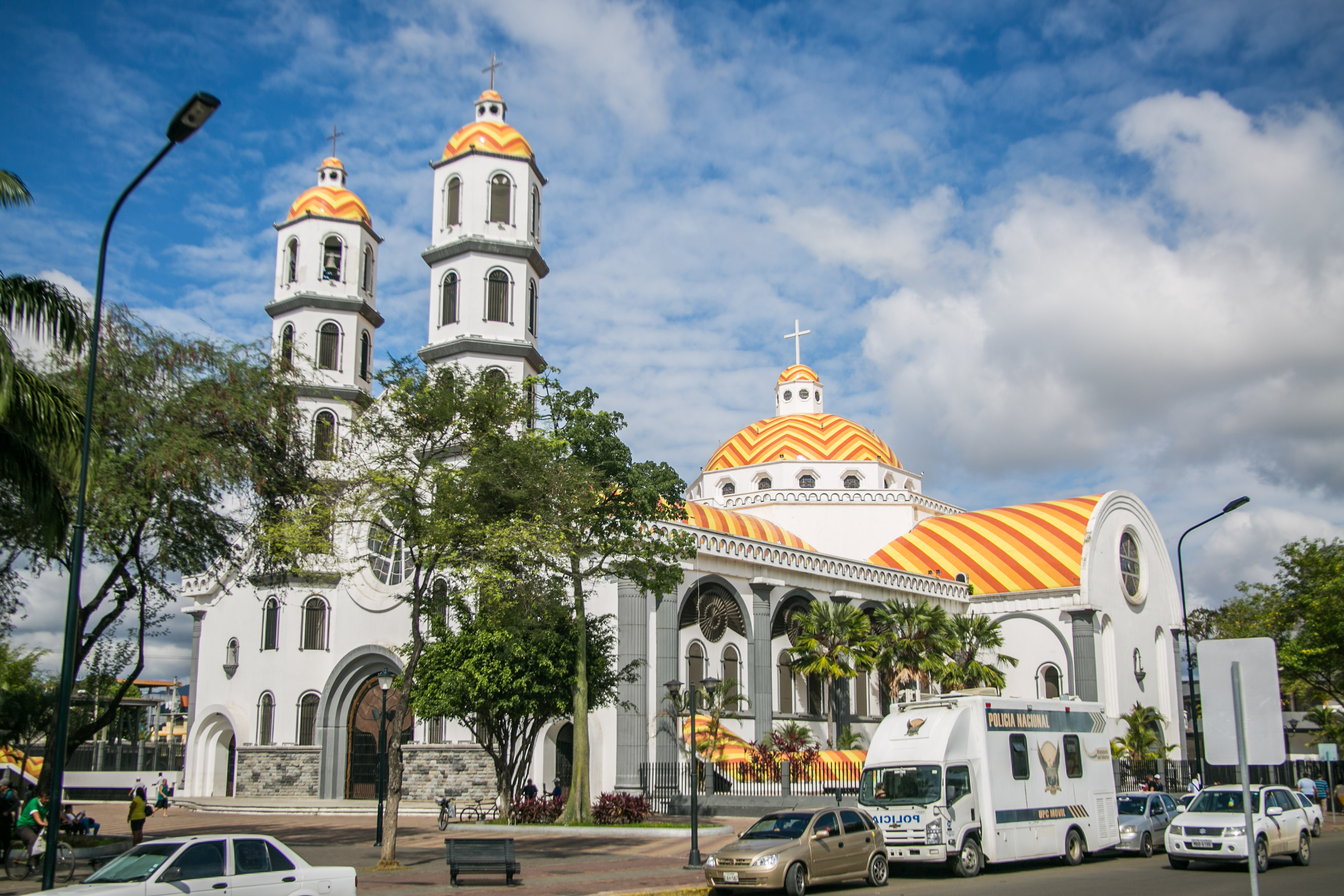
Catedral Metropolitana Jesús el Buen Pastor

En Portoviejo, donde se vive con la naturaleza pura, encontramos el Parque ecológico Mamey (muy visitado por deportistas y niños que juegan en sus interiores) ubicado a un lado del Río Portoviejo. Así también está el parque de la UTM antes llamado Jardín Botánico y más adelante otro de los más concurridos como lo es El Parque Forestal. Pero uno de tantos parques que tiene la capital manabita es el Parque Central o también llamado Vicente Amador Flor, cuyos interiores está lleno de historia, cultura, política, entre otros.
Hay un lugar encantado lleno de cultura, de historia y es el Cerro Jaboncillo, en donde se presentan restos de artesanías, escombros u objetos que usaban los antepasados además de disfrutar de una vista a los lejos de la ciudad. En 2017 se construyó el parque La Rotonda, sobre un predio abandonado denominado por la población con el mismo nombre; y en 2018 se inauguró el nuevo 
parque Las Vegas

## Clima
De acuerdo con la clasificación climática de Köppen, el clima de Portoviejo se puede considerar de transición entre el clima semiárido cálido (BSh) y el clima de sabana típico (Aw), tendiendo más al primero. Se caracteriza por las temperaturas altas, su temperatura promedio anual es de 25,5 °C; con un promedio de 26,7  °C, abril es el mes más cálido, mientras agosto es el mes más frío, con 24,2 °C en promedio. Si bien la temperatura real no es extremadamente alta, la humedad hace que la sensación térmica se eleve hacia los 36 °C o más. Es un clima isotérmico, con una amplitud térmica anual inferior a 3 °C entre el mes más frío y el más cálido. Las lluvias alcanzan 692,7 mm por año, con una diferencia de apenas 160,6 mm de precipitación entre los meses más secos y los más húmedos; marzo (18 días) tiene los días más lluviosos por mes en promedio, mientras la menor cantidad de días lluviosos se mide en agosto (3 días). La humedad relativa también es constante, con un promedio anual de 79 %. Las estaciones del año no son sensibles en la zona ecuatorial, no obstante, su proximidad al océano Pacífico hace que las corrientes de Humboldt (fría) y de El Niño (cálida) marquen dos períodos climáticos bien diferenciados: un pluvioso y cálido invierno, que va de diciembre a junio, y un «verano» seco y ligeramente más fresco, entre julio y noviembre.
| Parámetros climáticos promedio de Portoviejo, Ecuador | Parámetros climáticos promedio de Portoviejo, Ecuador | Parámetros climáticos promedio de Portoviejo, Ecuador | Parámetros climáticos promedio de Portoviejo, Ecuador | Parámetros climáticos promedio de Portoviejo, Ecuador | Parámetros climáticos promedio de Portoviejo, Ecuador | Parámetros climáticos promedio de Portoviejo, Ecuador | Parámetros climáticos promedio de Portoviejo, Ecuador | Parámetros climáticos promedio de Portoviejo, Ecuador | Parámetros climáticos promedio de Portoviejo, Ecuador | Parámetros climáticos promedio de Portoviejo, Ecuador | Parámetros climáticos promedio de Portoviejo, Ecuador | Parámetros climáticos promedio de Portoviejo, Ecuador | Parámetros climáticos promedio de Portoviejo, Ecuador |
| Mes                                                   | Ene.                                                  | Feb.                                                  | Mar.                                                  | Abr.                                                  | May.                                                  | Jun.                                                  | Jul.                                                  | Ago.                                                  | Sep.                                                  | Oct.                                                  | Nov.                                                  | Dic.                                                  | Anual                                                 |
| ----------------------------------------------------- | ----------------------------------------------------- | ----------------------------------------------------- | ----------------------------------------------------- | ----------------------------------------------------- | ----------------------------------------------------- | ----------------------------------------------------- | ----------------------------------------------------- | ----------------------------------------------------- | ----------------------------------------------------- | ----------------------------------------------------- | ----------------------------------------------------- | ----------------------------------------------------- | ----------------------------------------------------- |
| Temp. máx. media (°C)                                 | 31.9                                                  | 31.5                                                  | 32.5                                                  | 32.7                                                  | 32.1                                                  | 31.2                                                  | 30.6                                                  | 30.8                                                  | 31.1                                                  | 31.1                                                  | 31.2                                                  | 31.8                                                  | 31.5                                                  |
| Temp. media (°C)                                      | 26.2                                                  | 26.2                                                  | 26.6                                                  | 26.7                                                  | 26.3                                                  | 25.2                                                  | 24.5                                                  | 24.2                                                  | 24.5                                                  | 24.7                                                  | 24.9                                                  | 25.8                                                  | 25.5                                                  |
| Temp. mín. media (°C)                                 | 22.5                                                  | 22.9                                                  | 22.8                                                  | 22.6                                                  | 22.3                                                  | 21.6                                                  | 20.8                                                  | 20.3                                                  | 20.5                                                  | 21.0                                                  | 21.1                                                  | 21.9                                                  | 21.7                                                  |
| Precipitación total (mm)                              | 94.3                                                  | 160.1                                                 | 167.7                                                 | 99.7                                                  | 58.9                                                  | 22.5                                                  | 7.3                                                   | 7.1                                                   | 7.2                                                   | 5.9                                                   | 18.4                                                  | 43.6                                                  | 692.7                                                 |
| Días de precipitaciones (≥ 1.0 mm)                    | 14                                                    | 17                                                    | 18                                                    | 15                                                    | 11                                                    | 6                                                     | 5                                                     | 3                                                     | 4                                                     | 4                                                     | 4                                                     | 8                                                     | 109                                                   |
| Horas de sol                                          | 148.8                                                 | 156.8                                                 | 182.9                                                 | 159                                                   | 117.8                                                 | 87                                                    | 93                                                    | 105.4                                                 | 96                                                    | 93                                                    | 108                                                   | 124                                                   | 1471.7                                                |
| Humedad relativa (%)                                  | 81                                                    | 86                                                    | 85                                                    | 85                                                    | 83                                                    | 80                                                    | 77                                                    | 74                                                    | 74                                                    | 74                                                    | 73                                                    | 76                                                    | 79                                                    |
| Fuente: NOAA Climate-data.org                         |                                                       |                                                       |                                                       |                                                       |                                                       |                                                       |                                                       |                                                       |                                                       |                                                       |                                                       |                                                       |                                                       |

## Demografía
Tiene una población de 244 129 habitantes. Es la segunda ciudad más poblada de Manabí, después de Manta y la octava de Ecuador. Población compuesta mayoritariamente por blancos y descendientes de españoles, italianos, libaneses, alemanes y descendientes de las culturas nativas de la zona.
Cabe destacar que Portoviejo es la cabecera de la mencionada Conurbación Manabí Centro. Sumando los demás pobladores de cantones fusionados en esta entidad metropolitana se puede contar 686.154 habitantes. Siendo así la 3.ª área metropolitana más poblada del país.

### Composición Étnica
Según el Instituto Nacional de Estadística y Censos del Ecuador, en el censo realizado en 2010, la composición etnográfica del cantón Portoviejo es:
| Mestizos | Blancos | Afroecuatorianos | Indígenas | Montubio | Otros |
| -------- | ------- | ---------------- | --------- | -------- | ----- |
| 67,924%  | 05,670% | 05,265%          | 01,65%    | 22,7%    | 0,2%  |

## Cultura

### Gastronomía
Posee una de las gastronomías más ricas y variadas del país, y así también Manabi es la provincia más importante en lo que refiere a lo gastronómico.
Entre las comidas típicas tenemos:
- Viche de pescado o camarón
- Corviche
- Bolones de verde (con queso o mixtos)
- Encebollado
- Ceviche
- Estofado de pollo
- Caldo de gallina
- Arroz con pescado apanado
- Arroz con camarón
- Cangrejada
- Suero blanco o cuajada
- entre otras. El Mercado Central de Portoviejo, inaugurado el 2021 concentra buena parte de la oferta gastronómica popular de la ciudad.
En el año 2018, fue declarada la gastronomía portovejense como patrimonio inmaterial del Ecuador, certificado otorgado por el Ministerio de Cultura y el Instituto Nacional de Patrimonio Cultural el 18 de octubre de 2018 al conmemorarse los 198 años de independencia de Portoviejo. Esta declaración se refiere a la cultura gastronómica de todo el territorio que comprende el cantón Portoviejo, que ha tenido un importante rol en la recuperación post sismo del 2016.
En el año 2019, la sazón de la capital manabita fue reconocida como parte de la Red de Ciudades Creativas, por la Organización de las Naciones Unidas para la Educación, la Ciencia y la Cultura (UNESCO). El pasado octubre de 2019, al conmemorarse el Día Mundial de las Ciudades, Portoviejo recibió este reconocimiento, así lo informó el Gobierno Autónomo Descentralizado Municipal de Portoviejo. Los habitantes manabitas recuperan su cultura, a través de la gastronomía y la conservación de recetas ancestrales; puntos considerados para ser parte de las Ciudades Creativas, en la categoría Gastronomía. Esta ciudad es la primera de Ecuador en obtener este reconocimiento. (Ministerio de Turismo)

### Portoviejo Rock City
Uno de los puntos de interés más emblemáticos de Portoviejo es el letrero a la entrada de la ciudad. Pero más allá de ser un símbolo de irreverencia y amor al rock, el adjetivo bien ganado de la ciudad que inspiró este letrero tiene una historia que nos regresa a la década de los ochenta, cuando Pancho Jaime, conocido como «la mamá del rock» y satírico escritor guayaquileño de la época, llegó a la ciudad a cubrir un evento en Las Vegas de Portoviejo. Al principio, Pancho Jaime esperaba encontrarse con el típico ambiente de una ciudad de provincia, que por no ser Quito o Guayaquil, desconocían el género musical. Pero cuando llegó a Las Vegas, quedó impresionado por la acogida del público, y además sorprendido por la calidad de bandas locales; y por la emotividad y espontaneidad que el público demostraba. Fue así que en sus notas de prensa naciera el pseudónimo de Portoviejo Rock City, la ciudad del rock.
Julian Vera, vocalista de la banda de rock La Rola, retomó este episodio de la memoria colectiva manabita y en el año 2009 junto a los miembros de la banda, mandaron a construir el primer letrero de Portoviejo Rock City a Patricio Loor dejó con el objetivo de promocionar un álbum, sin embargo, los portovejenses y visitantes lo tomaron como parte real de la señalización vial. Vera, cuenta que el letrero tuvo un costo de 35 dólares y que surgió como un proyecto de amigos para generar material visual. Después de unos meses el letrero desapareció del lugar.
Durante el rodaje de la película Mejor no hablar de ciertas cosas, del director portovejense Javier Andrade, se reconstruyó el letrero para una escena y desde entonces, el letrero sigue en su lugar y ahora es parte del patrimonio de la ciudad.

## Economía

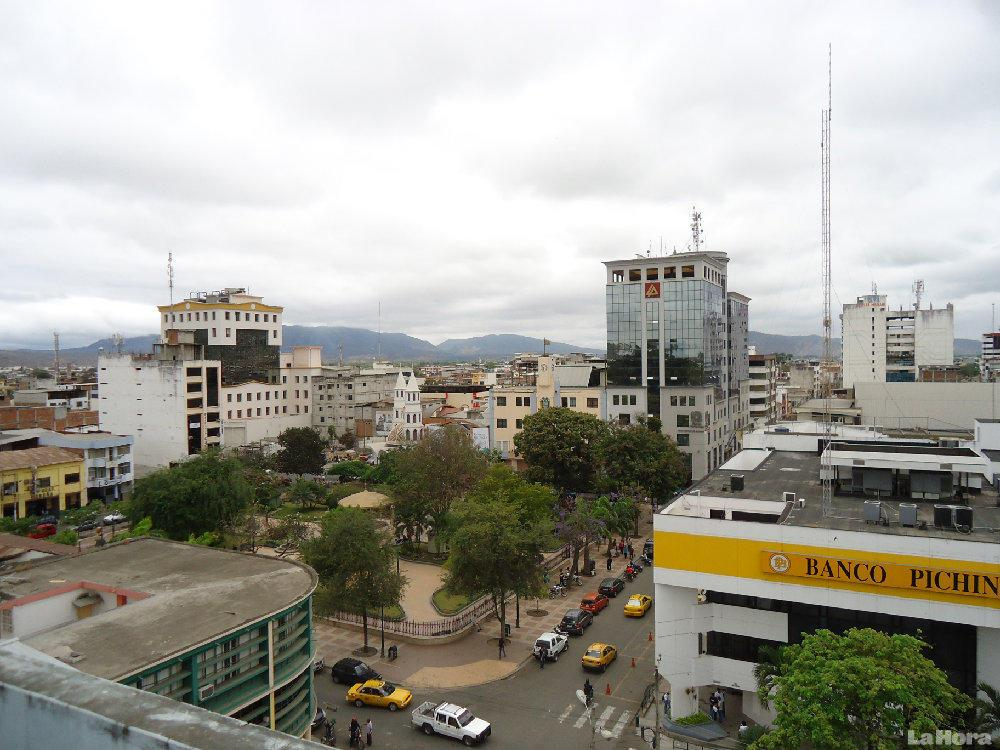
Vista de la calle Olmedo a la altura del parque central.

Portoviejo está ubicado a 30 km del mar de Ecuador (Océano Pacífico) y a 35 km, en moderna y segura autovía, de la ciudad de Manta, principal puerto de la provincia.
El valle del Río Portoviejo en el que está ubicada la ciudad es rico en producción de hortalizas, legumbres y frutas tropicales para el consumo interno.
El sector industrial es incipiente y la línea más desarrollada es la agroindustria con plantas procesadoras de aguardiente refinado, salsa de tomate y plátano en rodajas, popularmente conocido como chifles. Otro soporte de la economía con el que se quiere ganar terreno es el turismo, ya que este cántón posee playa, ciudad y campo. La ciudad tiene tres universidades con campus y dos a distancia.

## Transporte

### Avenidas más importantes
- José María Urbina (Universitaria)
- Pedro Gual
- Reales Tamarindos
- América
- Manabí
- 5 de Junio
- 15 de abril
- Del Ejército
- Metropolitana

Portoviejo también cuenta con el Terminal de Portoviejo, que conecta la capital de Manabí con todo el Ecuador.

## Terremoto de 2016
El 16 de abril de 2016 Portoviejo sufrió un terremoto de magnitud 7.8 que devastó gran parte de la ciudad y dejó fallecidos, miles de edificaciones dañadas y colapsadas.
Además en la ciudad se experimentaron las primeras demoliciones por voladura controlada en la historia de país. Derrocando edificios emblemáticos, iconos de la ciudad, con una altura de 9 pisos, tales como fueron:
- Centro Comercial Municipal: (1980 - 2016)
- Centro Médico el Pacífico: (Sufrió una inclinación hacia un costado a partir del quinto piso) (1997 - 2016)
- Edificio Álava: (1979 - 2016)

## Parques
- La Rotonda
- Parque de la Madre
- Las Vegas
- Parque del Niño
- Vicente Amador Flor (Parque Central)
- Jardín Botánico
- Eloy Alfaro
- Mamey
- Andrés de Vera
- Jorge Cevallos Galero
- Cayambe
- Juan Montalvo
- Forestal

## Deportes

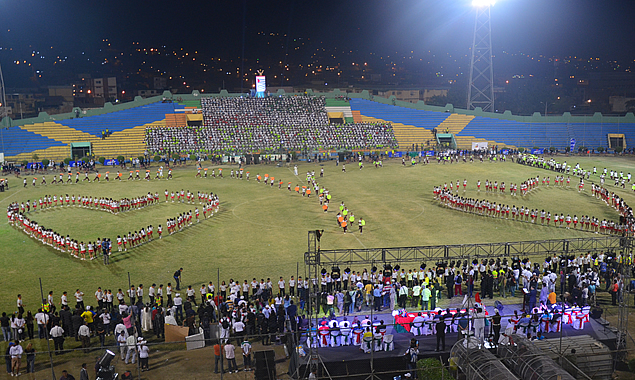
Estadio Reales Tamarindos.

La ciudad posee una de las más grandes infraestructuras de la provincia y el país: el Complejo Deportivo La California, que está a cargo de la Federación Deportiva de Manabí. Los deportes que se practican son: Atletismo, natación, judo, boxeo, tenis, béisbol, patinaje, baloncesto, escalada, triple salto, lanzamiento de jabalina, ajedrez, lucha, tenis de mesa, levantamiento de pesas, taekwondo, ciclismo, gimnasia, Salto de altura, salto largo, etc.
El principal equipo de fútbol de la ciudad es la Liga Deportiva Universitaria de Portoviejo, conocida como «La Capira», que actualmente actúa en la Serie B del fútbol ecuatoriano, es de gran seguimiento dentro de la provincia entera. El Estadio Reales Tamarindos es un estadio multiusos ubicado en la avenida Urbina y calle César Chávez Cañarte de la ciudad de Portoviejo. Fue inaugurado el 7 de junio de 1970. Es usado mayoritariamente para la práctica del fútbol, y allí juegan como locales los equipos de la ciudad. Su capacidad es de aproximadamente 25 000 espectadores.
| Predecesor: Barquisimeto | Ciudad Bolivariana (Junto a Ambato y Cuenca) 1985 | Sucesor: Maracaibo |

## Hermanamientos
- Baracaldo, España